# Dyktator (starożytny Rzym)

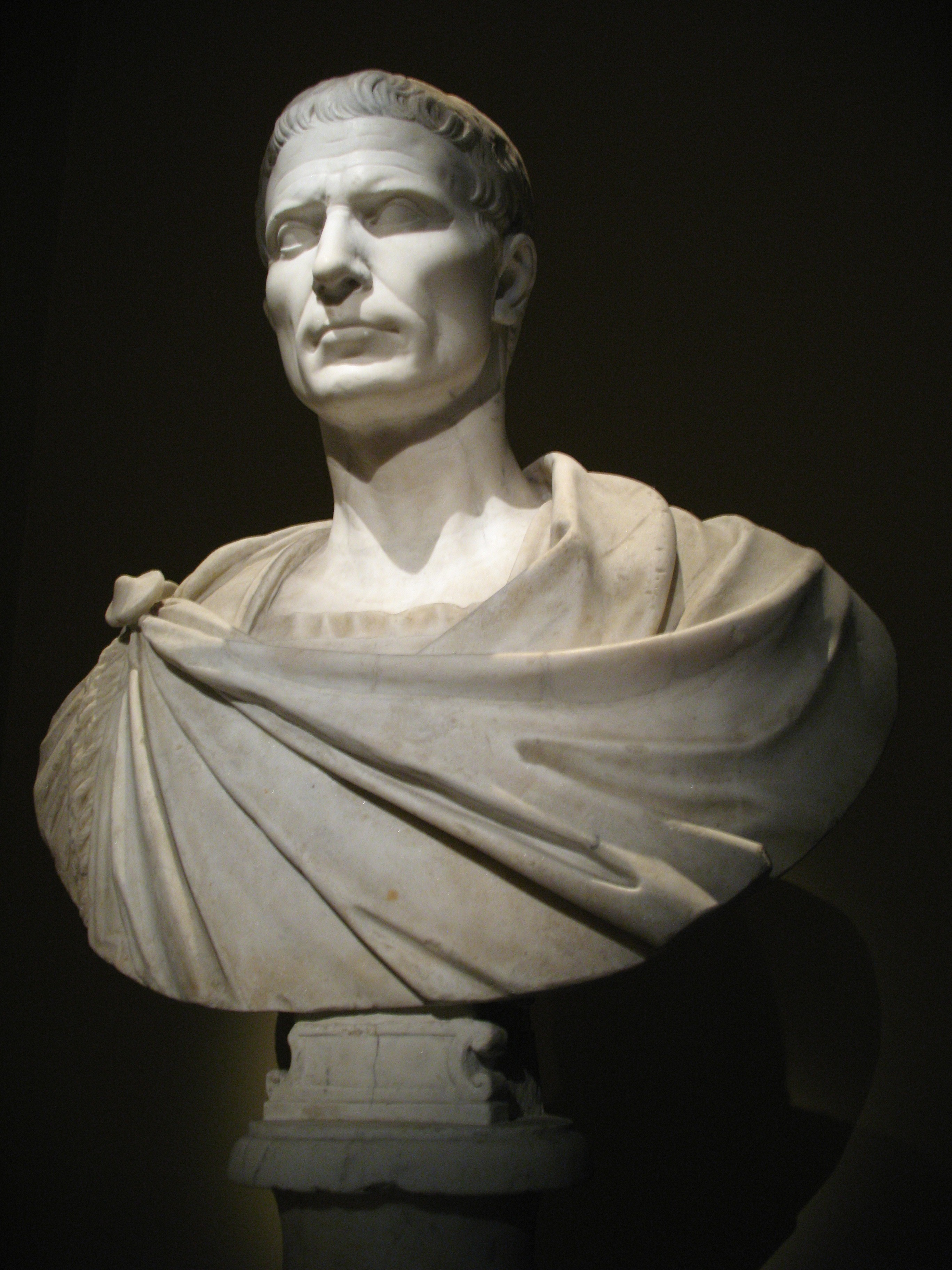
Popiersie Juliusza Cezara, ostatniego dyktatora Republiki rzymskiej

Dyktator (łac. dictator od dictō forma częstościowa dīcō ‘mówić’ i –tor ‘sprawca czynności’) – rzymski urzędnik nadzwyczajny (extraordinarius), któremu przyznawano najwyższą władzę na okres maksymalnie sześciu miesięcy, w sytuacji kryzysowej państwa (np. podczas wojny lub w celu przeprowadzenia wyborów).
Wybór dyktatora należał początkowo do komicjów centurialnych. Później powoływany był przez konsulów na polecenie senatu i był to jedyny urząd w republice rzymskiej, na który mianowano, a nie wybierano. Dyktator powoływał dowódcę jazdy (magister equitum), który w czasie wojny dowodził jazdą, podczas gdy dyktator stał na czele piechoty. Oznaką nieograniczonej władzy dyktatora było 24 liktorów towarzyszących mu nawet w samym mieście. Do legendy przeszedł Lucjusz Kwinkcjusz Cyncynat – rolnik, którego w 458 p.n.e. obwołano dyktatorem podczas wojny z ludem Ekwów. Po jej zakończeniu natychmiast zrezygnował z urzędu i powrócił do pracy na roli.
W I wieku p.n.e. nadużywanie tego urzędu (wpierw przez Lucjusza Korneliusza Sullę, który objął urząd bez ograniczeń czasowych, następnie przez Juliusza Cezara, który został dictator in perpetuum „dyktatorem na zawsze”) doprowadziło do końca republiki.

## Lista rzymskich dyktatorów
- 501 p.n.e. Titus Larcius
- 501 p.n.e. Manius Valerius. Rei gerundae causa.
- 499 p.n.e. Aulus Postumius Albus Regillensis
- 494 p.n.e. Manius Valerius Maximus
- 463 p.n.e. Gaius Aemilius Mamercus?
- 458 p.n.e. Lucjusz Kwinkcjusz Cyncynat (I raz)
- 439 p.n.e. Lucjusz Kwinkcjusz Cyncynat (II raz)
- 437 p.n.e. Mamercus Aemilius Mamercinus (I raz)
- 435 p.n.e. Quintus Servilius Priscus Fidenas (I raz)
- 434 p.n.e. Mamercus Aemilius Mamercinus (II raz)
- 431 p.n.e. Aulus Postumius Tubertus
- 426 p.n.e. Mamercus Aemilius Mamercinus (III raz)
- 418 p.n.e. Quintus Servilius Priscus Fidenas (II raz)
- 408 p.n.e. Publius Cornelius Rutilus Cossus
- 396 p.n.e. Marcus Furius Camillus (I raz)
- 390 p.n.e. Marcus Furius Camillus (II raz)
- 389 p.n.e. Marcus Furius Camillus (III raz)
- 385 p.n.e. Aulus Cornelius Cossus
- 380 p.n.e. Titus Quinctius Cincinnatus Capitolinus
- 368 p.n.e. Marcus Furius Camillus (IV raz)
- 368 p.n.e. Publius Manlius Capitolinus
- 367 p.n.e. Marcus Furius Camillus (V raz)
- 363 p.n.e. Lucius Manlius Capitolinus Imperiosus
- 362 p.n.e. Appius Claudius Crassus Inregillensis
- 361 p.n.e. Titus Quinctius Poenus Capitolinus Crispinus
- 360 p.n.e. Quintus Servilius Ahala
- 358 p.n.e. Gaius Sulpicius Peticus
- 356 p.n.e. Gaius Marcius Rutilus
- 353 p.n.e. Titus Manlius Imperiosus Torquatus (I raz)
- 352 p.n.e. Gaius Iulius Iullus
- 351 p.n.e. Marcus Fabius Ambustus
- 350 p.n.e. Lucius Furius Camillus (I raz)
- 349 p.n.e. Titus Manlius Imperiosus Torquatus (II raz)
- 345 p.n.e. Lucius Furius Camillus (II raz)
- 344 p.n.e. Publius Valerius Publicola
- 342 p.n.e. Marcus Valerius Corvus (I raz)
- 340 p.n.e. Lucius Papirius Crassus
- 339 p.n.e. Quintus Publilius Philo
- 335 p.n.e. Lucius Aemilius Mamercinus Privernas
- 333 p.n.e. Publius Cornelius Rufinus
- 332 p.n.e. Marcus Papirius Crassus
- 331 p.n.e. Gnaeus Quinctius Capitolinus
- 325 p.n.e. Lucius Papirius Cursor (I raz)
- 324 p.n.e. Lucius Papirius Cursor (II raz)
- 322 p.n.e. Aulus Cornelius Cossus Arvina
- 320 p.n.e. Gaius Maenius (I raz)
- 320 p.n.e. Lucius Cornelius Lentulus
- 320 p.n.e. Titus Manlius Imperiosus Torquatus (III raz)
- 316 p.n.e. Lucius Aemilius Mamercinus Privernas
- 315 p.n.e. Quintus Fabius Maximus Rullianus (I raz)
- 314 p.n.e. Gaius Maenius (II raz)
- 313 p.n.e. Gaius Poetelius Libo Visolus
- 313 p.n.e. Quintus Fabius Maximus Rullianus (II raz)
- 312 p.n.e. Gaius Sulpicius Longus
- 312 p.n.e. Gaius Junius Bubulcus Brutus
- 310 p.n.e. Lucius Papirius Cursor (III raz)
- 309 p.n.e. Lucius Papirius Cursor (IV raz)
- 306 p.n.e. Publius Cornelius Scipio Barbatus
- 302 p.n.e. Gaius Iunius Bubulcus Brutus (II raz)
- 302 p.n.e. Marcus Valerius Corvus (II raz)
- 301 p.n.e. Marcus Valerius Corvus (III raz)
- 291–285 p.n.e. Marcus Aemilius Barbula
- 291–285 p.n.e. Appius Claudius Caecus
- 291–285 p.n.e. Publius Cornelius Rufinus
- 287 p.n.e. Quintus Hortensius
- 280 p.n.e. Gnaeus Domitius Ahenobarbus
- 263 p.n.e. Gnaeus Fulvius Maximus Centumalus
- 257 p.n.e. Quintus Ogulnius Gallus
- 249 p.n.e. Marcus Claudius Glicia
- 249 p.n.e. Aulus Atilius Caiatinus
- 246 p.n.e. Tiberius Coruncanius
- 231 p.n.e. Gaius Duilius
- 224 p.n.e. Lucius Caecilius Metellus
- 221 p.n.e. Quintus Fabius Maximus Verrucosus Cunctator (I raz)
- 217 p.n.e. Quintus Fabius Maximus Verrucosus Cunctator (II raz)
- 217 p.n.e. Marcus Minucius Rufus
- 216 p.n.e. Marcus Iunius Pera
- 216 p.n.e. Marcus Fabius Buteo
- 213 p.n.e. Gaius Claudius Centho
- 210 p.n.e. Quintus Fulvius Flaccus
- 208 p.n.e. Titus Manlius Torquatus
- 207 p.n.e. Marcus Livius Salinator
- 205 p.n.e. Quintus Caecilius Metellus
- 203 p.n.e. Publius Sulpicius Galba Maximus
- 202 p.n.e. Gaius Servilius Geminus
- 82–81 p.n.e. Lucius Cornelius Sulla
- 49-45 i 44 p.n.e. Gaius Iulius Caesar